# Micromastax truncata
Micromastax truncata är en insektsart som beskrevs av Marius Descamps 1964. Micromastax truncata ingår i släktet Micromastax och familjen Euschmidtiidae. Inga underarter finns listade i Catalogue of Life.